# フォーマット (ストレージ)
HDDやSDカードなどといった記憶装置（電子媒体）におけるフォーマット（初期化、イニシャライズ）とは、コンピュータやデジタルカメラなど対象となる情報機器で使用できる状態にすること。またデジタル家電では、データを関連機器で扱うために必要なデータを記録することが必要な場合もある。これをアプリケーションフォーマットと呼ぶ。
なお日本ではフォーマット実施の事を初期化 (initialize)と呼ぶが、本来はフォーマット (formatting)は初期化の際の一要素であり、初期化そのものではない。

## 概要
記録装置は、そのままではデータ（ファイル）を記録することはできない。記録するためには、「ファイルシステムの識別子」や「パーティション情報」、「ディレクトリやファイルの名前や構成情報」などの初期値を記録する必要がある。この初期化が終わって初めて特定のディレクトリやファイルを作成することができる。なお、初期化の方法は、ファイルシステムによって異なる。

## フォーマットの種類

### 物理フォーマット
物理フォーマット（ローレベルフォーマット）（英: low-level format）とは、（書き込み可能な）記録媒体のデジタル信号列を、記憶装置で読み書き（認識）可能な状態に初期化する事、またその初期化された型式を言う。
書き込み可能なディスク媒体（磁気ディスク、光ディスク等）の場合、トラックやセクター等の信号列を含めてディスク全体を規定パターンで書き直す。セクター内のプリアンプル形成や、初期化データ列、誤り訂正符号の書き込みも含まれる。
フロッピーディスクやMO、初期の容量の小さいハードディスクでは、ユーザーがしばしば物理フォーマットを行う事がある。
ハードディスクの容量が増大し、トラック密度が高くなるとともに、ヘッドのシーク機構も、ステッピングモーターからサーボモーターに切り替えられた。サーボモーターでは、ディスク上での厳密なトラックの絶対位置を決めることが出来ないため、今日のハードディスクでは、ユーザーが物理フォーマットを行うことはできない。メディアへの物理フォーマットは、工場で専用の装置により行われている。
近年ではウエスタンデジタルやシーゲイト・テクノロジーなどのハードディスク製造メーカーが、コントローラを直接操作して全領域に上書き処理するソフトウェアを無償で配布している。
ディスク全体を上書きする事から、論理フォーマットよりも遙かに作業時間が掛かる。

### 論理フォーマット
物理フォーマットが成された記憶媒体上に、パーティションやファイルシステムのために必要なデータを書き込む事である。また、そのような論理フォーマットされた形式・方式を言う。フォーマットと言うと通常、論理フォーマットを指す事が多い。
多くのOSでは、ファイルシステム作成時に「クイック」と言うオプションを選べる。これは、メディアの物理フォーマット（およびパーティショニング）が完全に出来ていることを前提として、最低限必要なファイルシステムデータを書き込むことにより、フォーマットに掛かる時間を短縮できるものである。これを「クイックフォーマット」と言う。クイックフォーマットに対して、クイックでない通常フォーマットを行うと、ハードディスク上の全セクターに対してテスト読み込みもしくは書き込みを実施するため、長時間を要する。
また、記憶媒体のフォーマット時容量は、物理フォーマット後のファイルシステム等に使える容量であるが、実際にユーザがデータとして使える容量は、パーティションやファイルシステムなどの情報の容量分を除いた分である。

## フォーマットとデータ消去の関係

### 物理フォーマット
物理フォーマットされた記憶媒体は、以前に記録されていた（場合の）データの痕跡も消去されて、通常の方法では読み出しが困難になる。磁気メディアの場合、専門的で高度な技術や高価な機材を使用して記憶媒体のアナログ的な信号を解析すれば、物理フォーマットされた記憶媒体のデータの痕跡を探る事が不可能ではないとする向きもある。そのような事を考慮して、記憶媒体の信号列を複数の特殊な規定パターンで複数回書き直すと良いとされ（DoD標準、NSA標準、NATO標準など）、そのような機能を売りにしているデータ消去ソフトウェアなども一般に市販されているが、パーソナルコンピュータでの通常の用途では、（ディスクの全データを上書きする点を除いては）殆どの場合オーバースペックである。
パーソナルコンピュータでは、フロッピーディスクの時代までは、FORMATプログラム (BASIC) や、formatコマンド（MS-DOS以降）において、物理フォーマットを選択肢により指示すると、物理フォーマットを一般的に行っていた。HDDや光学ディスクなどメディアが大容量化するにつれ、物理フォーマットに要する時間が長大なものとなり、専用ツール等による一般的ではない行為となっていった。
Mac OSでは漢字Talkの頃より標準で付属のソフトウェアで物理フォーマット可能である。macOSではディスクユーティリティにて可能。セクタに0を書き込む「ゼロフィル」などのオプションがある。また、空き領域のみのデータ消去も可能である。
Microsoft Windows 2000（SP3以降）/XPでは、 cipher /w コマンドにより、NTFSのディスク空き領域に限ってDoD標準に基づく痕跡抹消が標準で可能である。但し、cipherコマンドをシステムドライブ（通常C:）に掛けた場合、ファイルシステムが温存されたままであるため、空き領域は痕跡消去できても、データ等の欠片の極一部が、ファイルシステムの一部分に残存する可能性もある。またVista以降で「通常フォーマット」を選択すると対象領域に「ゼロフィル」を行うようになった。

### 論理フォーマット
論理フォーマットでは、以前に記録されていたデータがある場合には、その大部分が痕跡として残存する事がある。また、そのデータ痕跡は、通常のパソコン等で少々特殊なソフトウェアを使用すれば容易に読み出す事ができるため、プライバシーやセキュリティ上において重要な問題となる。この様な事情は、記憶媒体上のファイル等を単に削除した場合でも同様である。
コンピュータ上での初期化やフォーマット機能が実際に物理フォーマットと論理フォーマットのどちらに該当するのか、確認することが重要である。またコンピュータ以外のデジタル機器（AV機器等）の場合、フォーマットや消去や削除処理をした場合に実際にどのように処理されるか不明確な事が多い。そのような機器で使用した記憶媒体を譲渡・廃棄等手放す場合等で必要な場合には、ダミーのデータを撮影や録画等することにより、記憶媒体の全容量を埋めるか、さもなくば可能な場合には媒体を物理的に破壊する事が望ましい。

## アプリケーションフォーマット
ここでは、主にデジタル家電でディスクメディアやメモリーカードなどを利用するために必要なデータを書き込む行為について述べる。mp3やwmaなどのコンテナフォーマットについては該当の記事を参照のこと。なおアプリケーションフォーマットはいままで述べてきたストレージ内のデータを消去する行為とは無関係である。
記録メディアにおけるアプリケーションフォーマットとは、コンピュータ以外のデジタル機器、AV機器など関連機器において扱う文書、音声、画像、動画などの情報を、特定の利用方法や関連機器上のアプリケーションで扱うための共通の形式や規格のことを言う。近年のデジタル機器では、メディアの論理フォーマットにコンピュータ由来のものを使用したり（例：メモリーカード）、またコンピュータ・ファイルフォーマット上に上位データ構造として実現するもの（例：DVD）が多い。
また、デジタル関連機器で実際に情報を記録する容量として使えるのは、本稿で述べた3つのフォーマット分に加え、ファイルフォーマットのために必要な容量分を差し引いた物である。ただし、各レベルのフォーマットでデータ圧縮形式が用いられている場合には、実際に記録する容量と、実際に読み書き出来るデータや情報の容量は異なる。